# Лучка (округ Свидник)
Лучка (словац. Lúčka) — село в Словаччині, Свидницькому окрузі Пряшівського краю. Розташоване в північно-східній частині Словаччини в Низьких Бескидах.
Уперше згадується у 1401 році.
У селі є римо-католицький костел Внебовзяття Діви Марії з 1993 року.

## Населення
| Рік:            | 1994. | 2004.    | 2014.   | 2024.   |
| --------------- | ----- | -------- | ------- | ------- |
| Кількість осіб: | 477   | 531      | 519     | 507     |
| Різниця:        |       | +11,32 % | -2,25 % | -2,31 % |

| Рік:            | 2023. | 2024.   |
| --------------- | ----- | ------- |
| Кількість осіб: | 514   | 507     |
| Різниця:        |       | -1,36 % |

В селі проживає 508 осіб.
Національний склад населення (за даними останнього перепису населення — 2001 року):
- словаки — 98,48 %
- цигани — 1,14 %
- русини — 0,19 %
- чехи — 0,19 %

Склад населення за приналежністю до релігії станом на 2001 рік:
- римо-католики — 91,48 %,
- протестанти — 5,30 %,
- греко-католики — 2,46 %,
- не вважають себе віруючими або не належать до жодної вищезгаданої церкви- 0,76 %

## Географія
Протікає річка Тополя.